# Federico Arias
Federico Andrés Arias es un exfutbolista argentino. Actualmente concluyó el curso de técnico de fútbol profesional. Inició su carrera en el Rosario Central en 1998 y pasó por diversos clubes de Inglaterra, Perú, Chile, Italia y Venezuela. en Argentina también jugó en Vélez donde salió campeón, Quilmes, y Belgrano de Córdoba, donde ascendió.
Es entrenador profesional con Licencia PRO CONMEBOL. Comenzó su carrera como asistente de Pablo Marini en Montevideo City Torque.En septiembre de 2021 fue anunciado como nuevo entrenador de Club Atlético Chacarita Juniors;sin embargo, fue despedido en febrero de 2022 luego de no lograr ninguna victoria en 12 partidos dirigidos.

## Clubes

### Como jugador
| Club                   | País       | Año       |
| ---------------------- | ---------- | --------- |
| Rosario Central        | Argentina  | 1998-2002 |
| Vélez Sarsfield        | Argentina  | 2002-2003 |
| Southampton            | Inglaterra | 2003      |
| Vélez Sarsfield        | Argentina  | 2003-2005 |
| Quilmes                | Argentina  | 2005      |
| Club Atlético Belgrano | Argentina  | 2006      |
| Sporting Cristal       | Perú       | 2006      |
| Coronel Bolognesi      | Perú       | 2007      |
| Martina Franca         | Italia     | 2007-2008 |
| Deportes Melipilla     | Chile      | 2008      |
| Yaracuyanos            | Venezuela  | 2009      |
| Tiro Federal           | Argentina  | 2009      |
| Aldosivi               | Argentina  | 2010      |

### Como entrenador
| Chacarita Juniors Argentina | 2.ª |

## Palmarés

### Como jugador

#### Torneos locales
| Torneo           | Club            | País      | Año     |
| ---------------- | --------------- | --------- | ------- |
| Primera División | Vélez Sarsfield | Argentina | Cl-2005 |